# Kasteel d'Hoogvorst

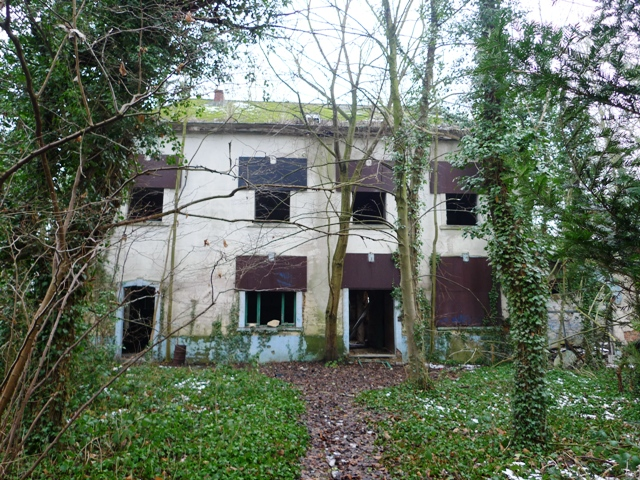
Het vervallen landhuis uit 1899 (gefotografeerd in 2010)

Het Kasteel d'Hoogvorst was een kasteel in de Vlaams-Brabantse plaats Herent, gelegen aan de d'Hoogvorstdreef 50.

## Geschiedenis
In 1304 lag hier al het Hof van Nodebeke, wat een omgrachte hoeve was. In de 17e eeuw werd dit omgevormd tot een buitenhuis, het Castellum de Herent. Op een kaart van Jacob Harrewijn uit 1696 werd dit afgebeeld als een goed bestaande uit twee eilandjes met op het ene eilandje een baroktuin en op het andere het woonhuis. In de 18e eeuw werd het kasteel goeddeels gesloopt. Wel bleef er een landhuis bestaan.
Omstreeks 1830 was het goed in bezit van Emmanuel van der Linden d'Hooghvorst. In 1831 logeerde koning Leopold I hier nog. In 1899 werd een nieuw landhuis gebouwd.
Dit raakte later in verval. Resten van de voormalige rechthoekige omgrachting zijn nog aanwezig.